# Strukovci
Strukovci (prek.: Strükovci, mađ.: Sűrűház, njem.: Strukowitz) je naselje u slovenskoj Općini Puconcima. Strukovci se nalazi u pokrajini Prekomurju i statističkoj regiji Pomurju. U Strukovcima je rođen Štefan Küzmič prevoditelj cijelog Novog zavjeta u prekomurskom jeziku (Nouvi Zákon).

## Stanovništvo
Prema popisu stanovništva iz 2002. godine naselje je imalo 183 stanovnika.